# Chionactis occipitalis
Chionactis occipitalis е вид змия от семейство Смокообразни (Colubridae). Видът не е застрашен от изчезване.

## Разпространение и местообитание
Разпространен е в Мексико и САЩ.
Обитава гористи местности, пустинни области, места с песъчлива почва, планини, възвишения, склонове и дюни.

## Описание
Популацията на вида е стабилна.